# 郭全宝
郭全宝（1921年—2004年7月12日），中国相声表演艺术家，北京人。
1934年拜于俊波为师学习相声。中華人民共和國建国后参与了传统相声的整理，并且表演了大量的新作品。曾与刘宝瑞、侯宝林，马季，郝爱民等合作表演，常为捧哏，被称为“少郭爷”，有时也作逗哏或表演单口相声，如《捉放曹》，《借火》等，晚年常与罗荣寿表演双簧，还精通京剧、单弦儿、数来宝等多种艺术形式。

## 主要相声作品
- 《吃饺子》郭全宝
- 《底漏》郭全宝
- 《糊涂县官》 郭全宝
- 《借火》 郭全宝
- 《抡弦子》 郭全宝
- 《当行论》 郭全宝、刘宝瑞
- 《高人一头的人》郭全宝、刘宝瑞
- 《奉承人》郭全宝、刘宝瑞
- 《捉放曹》 郭全宝、侯宝林
- 《卖估衣》郭全宝、郭启儒
- 《抛靴子》郭全宝、郝爱民
- 《说字》 刘宝瑞、郭全宝
- 《八扇屏》 刘宝瑞、郭全宝
- 《赶考》 刘宝瑞、郭全宝
- 《批[聊斋]》 刘宝瑞、郭全宝
- 《飞油壶》 刘宝瑞、郭全宝
- 《支援新厂》 刘宝瑞、郭全宝
- 《九点钟开始》 刘宝瑞、郭全宝
- 《歪批[三国]》 刘宝瑞、郭全宝
- 《好啊好》 刘宝瑞、郭全宝
- 《找对象》 刘宝瑞、郭全宝
- 《做大褂》 刘宝瑞、郭全宝
- 《猜地名》 刘宝瑞、郭全宝
- 《韩青天》 刘宝瑞、郭全宝
- 《住医院》 刘宝瑞、郭全宝
- 《买猴》 刘宝瑞、郭全宝
- 《值班医生》 刘宝瑞、郭全宝
- 《吃饭我掏钱》 刘宝瑞、郭全宝
- 《寸步难行》 刘宝瑞、郭全宝
- 《西行漫记》 刘宝瑞、郭全宝
- 《绕口令》 刘宝瑞、郭全宝
- 《我的历史》刘宝瑞、郭全宝
- 《讲帝号》 侯宝林、郭全宝
- 《改行》 侯宝林、郭全宝
- 《醉酒》 侯宝林、郭全宝
- 《学大鼓》 侯宝林、郭全宝
- 《戏剧与方言》 侯宝林、郭全宝
- 《武松打虎》 侯宝林、郭全宝
- 《阴阳五行》 侯宝林、郭全宝
- 《不宜动土》 侯宝林、郭全宝
- 《看球赛》 马季、郭全宝
- 《时间与青春》 马季、郭全宝
- 《扎一针》 马季、郭全宝
- 《万紫千红绕营房》 马季、郭全宝
- 《妙语惊人》 马季、郭全宝
- 《买布头》 马季、郭全宝
- 《拆字》郭全宝、刘宝瑞、马季
- 《金钢腿儿》郭全宝、刘宝瑞、马季
- 《庆回归》郭全宝、郝爱民